# Розплоховский, Анджей
Анджей Рышард Розплоховский (пол. Andrzej Ryszard Rozpłochowski; 7 сентября 1950, Гданьск — 20 декабря 2021, Катовице) — польский профсоюзный деятель и политик, в 1980—1981 — председатель профцентра Солидарности в Катовице. Стоял на позициях непримиримого антикоммунизма, выступал за конфронтацию с ПОРП, принадлежал к радикальному крылу профсоюза. Был организатором массовых забастовок. Интернирован и арестован при военном положении. Освобождён по амнистии, эмигрировал в США. Возвратился в Польшу после смены общественно-политического строя. Участвовал в деятельности правоконсервативных антикоммунистических сил, поддерживал Ярослава Качиньского.

## Армия и работа
Родился в семье бывшего офицера госбезопасности, потом работника потребкооперации Эдварда Розплоховского. Окончил транспортное училище в Иновроцлаве, получил профессию автомеханика. Служил в армии, намеревался остаться профессиональным военным. Отказался от этого намерения из-за участия ПНР в интервенции в Чехословакию августа 1968. За открытый протест был подвергнут кратковременному аресту.
Работал машинистом тепловоза на железнодорожном транспорте. В 1977 перебрался в Катовице. Сменил профессию, работал слесарем на металлургическом комбинате Хута Катовице. Политикой всерьёз не интересовался, к оппозиционным организациям не принадлежал, но регулярно читал подпольное издание ROPCiO. Резко критиковал в бытовом общении правящую компартию ПОРП и условия работы на комбинате.

## «Солидарность» в Катовице
29 августа 1980 Анджей Розплоховский возглавил забастовку на Хута Катовице. Был избран председателем Межзаводского забастовочного комитета (MKS). По его инициативе были написаны письмо в поддержку 21 требования Гданьского MKS и Обращение ко всем трудящимся. Розплоховский занимал жёсткую антикоммунистическую позицию. По инициативе Розплоховского катовицкий MKS — единственный в стране — категорически отказался от переговоров с партийными комитетами ПОРП. В качестве партнёров признавались только государственные структуры. Своим выступлением на рабочем митинге Розплоховский сорвал попытку парткома перевести обсуждение на уровень хозяйственных проблем комбината, настоял на политическом характере движения.
11 сентября 1980 Анджей Розплоховский от имени MKS подписал Катовицкое (Домбровское) соглашение с правительством ПНР. В социально-политическом смысле Катовицкое соглашение, акцентировавшее всепольское право на свободные профсоюзы, заходило дальше Гданьского и Щецинского.
В сентябре Катовицкий MKS был преобразован в региональный профцентр Солидарности. Катовицкая профорганизация, опиравшаяся на металлургические и транспортные предприятия, была одной из крупнейших в стране. До весны 1981 Розплоховскому приходилось бороться за влияние с ориентированным на сотрудничество с ПОРП председателем Ястшембского профцентра Ярославом Сенкевичем. После выхода Сенкевича из профсоюза лидерство Розплоховского в региональной «Солидарности» стало неоспоримым.
Председатель профцентра Розплоховский входил в радикальную группу «фундаменталистов», выступал за системную конфронтацию с коммунистическими властями. Был одним из основателей польского Национального комитета защиты узников совести. От имени катовицкого профцентра Розплоховский одним из первых выдвинул требования ликвидировать на предприятиях организации ПОРП и вывести с территории Польши советские войска. В марте 1981, во время Быдгощских событий, Розплоховский решительно настаивал на всеобщей бессрочной забастовке. На этой почве у него возник острый конфликт с Лехом Валенсой, который угрожал отставкой, если позиция Розплоховского получит большинство. Впоследствии Розплоховский подчёркивал, что боролся против социалистической системы, тогда как Валенса — против «искажений системы».
Катовицкий воеводский комитет ПОРП, со своей стороны, принадлежал к самым ортодоксальным в ПНР. Первый секретарь Анджей Жабиньский и его группа стояли на позициях «партийного бетона», отстаивали партийную монополию власти, добивались ликвидации «Солидарности». Воеводская комендатура милиции полковника Ежи Грубы была склонна к силовым методам политической борьбы. Розплоховский давал жёсткий отпор. В частности, полемизируя с ортодоксально-коммунистическим Катовицким партийным форумом (KFP), он обвинял «некоторых партийных руководителей» в покровительстве KFP и его лидеру Всеволоду Волчеву — «отбросам сталинистской квазимафии, настоящим врагам Польской Народной Республики».
Региональное управление Службы госбезопасности (СБ) полковника Зыгмунта Барановского всеми силами пыталось заблокировать укрупнение профцентра и рост влияния председателя. Против Розплоховского велась специальная кампания дискредитации. Запускались ложные слухи о бытовом разложении, денежных хищениях, монтировались фотографии с «оргий пьянства и разврата». Эти действия не давали результатов — хотя бы потому, что члены профсоюза знали о председательском запрете на алкоголь. Тогда была произведена огласка прежней службы Эдварда Розплоховского-старшего. Ранее об этом не знали ни Анджей Розплоховский-младший (отец состоял в «Солидарности»), ни тем более его товарищи по профсоюзу. Предпринимались и жёсткие акции — нападения, избиения, распыления отравляющих веществ (такие действия курировал подчинённый Барановскому майор Перек). В профцентр были внедрены более двухсот агентов и осведомителей СБ. Благодаря этому внедрению в середине 1981 удалось заблокировать переизбрание Розплоховского председателем профцентра — он уступил более умеренному инженеру-автомобилестроителю из Тыхы Лешеку Валишевскому.

## Арест, подполье, эмиграция
При введении военного положения Анджей Розплоховский был задержан и интернирован рано утром 13 декабря 1981. При задержании был предупреждён о стрельбе на поражение). (На Хута Катовице произошла десятидневная оккупационная забастовка.) В лагерях интернирования держался твёрдо, шёл на конфликты с администрацией, написал Кодекс чести интернированного.
Год спустя, когда большинство интернированных уже освобождались, шесть «фундаменталистов» и пять идеологов «Солидарности» — Анджей Розплоховский, Анджей Гвязда, Ян Рулевский, Мариан Юрчик, Гжегож Палька, Северин Яворский, Кароль Модзелевский, Яцек Куронь, Адам Михник, Генрик Вуец, Збигнев Ромашевский — были арестованы и привлечены по обвинению в антигосударственном заговоре. Подпольная «Солидарность» выпустила в 1984 серию почтовых марок с изображениями политзаключённых, в том числе Анджея Розплоховского. Готовился показательный процесс, однако власти не решились на его проведение. Все семеро, в том числе Анджей Розплоховский, освобождены по амнистии в июле 1984 года.
В 1985—1988 годах Розплоховский работал в подпольной «Солидарности». Писал и распространял листовки, организовывал акции памяти горняков-забастовщиков, погибших на катовицкой шахте «Вуек». 16 декабря 1987, в шестую годовщину кровопролития, он посетил «Вуек», был схвачен милицией и избит. Однако избиение было прекращено по приказу «неизвестного в гражданской одежде» — СБ делала ставку на выдворение Розплоховского из ПНР. Ядвига Хмелевская полагает, что это было элементом целенаправленной подготовки Войцеха Ярузельского и Чеслава Кищака к налаживанию контактов с Лехом Валенсой. Анджей Розплоховский с его радикальной позиции наверняка препятствовал бы договорённостям.
1 января 1988 Анджей Розплоховский, его жена и приёмный сын эмигрировали в США. Розплоховский работал автодилером, разносчиком пиццы, охранником в психиатрической больнице. Вместе с женой содержал цветочный магазин, букеты у Розплоховских заказывал Арнольд Шварценеггер. Но в 2009 этот бизнес разорился в общем кризисе. Политически Анджей Розплоховский ориентировался на республиканскую партию, президентов Рональда Рейгана, Джорджа Буша-старшего и Джорджа Буша-младшего. Живо откликался на польские события — поддержал забастовки 1988 года, но осудил Круглый стол и политику правительства Тадеуша Мазовецкого как «сговор с коммунистами».

## Семейная драма
Анджей Розплоховский был дважды женат. С первой женой Марылей он расстался в 1977 (это было одной из причин переезда Анджея из Иновроцлава в Катовице). Формально супруги, имея ребёнка, ещё долго не разводились. В 1980 агенты СБ добивались от Марыли Розплоховской публичных заявлений об «аморальности» мужа. Она отказалась, но разговор с негативными деталями был записан и использовался для шантажа.
Со второй женой Барбарой, работницей садоводческого кооператива, познакомился на собрании MKS в 1981 году. Барбара стала активисткой «Солидарности», близкой соратницей мужа. Во время военного положения она тоже была интернирована. Брак Анджея с Барбарой был заключён после освобождения обоих в 1984 году. Тяжёлая болезнь Барбары Розплоховской требовала лечения в США, разрешение на выезд власти соглашались дать только обоим супругам. Именно это стало причиной эмиграции Анджея Розплоховского.
В 2006 стало известно, что в местах интернирования Барбару Розплоховскую принудили дать подписку о сотрудничестве с СБ. Выяснилось также, что осведомителем СБ являлся Эдвард Розплоховский, дававший информацию на сына. Впрочем, сообщения жены и отца не содержали серьёзных оперативных данных (Розплоховский-старший даже убеждал госбезопасность, что его сын «неплохой человек»). Анджей Розплоховский сказал, что прощает жену, а покойный отец отвечает «перед другим судом».

## Возвращение в Польшу
В 2010 году Розплоховские вернулись в Польшу. В политических раскладах Анджей Розплоховский занял правоконсервативную позицию, поддержал Ярослава Качиньского. Баллотировался в законодательный совет Силезии от партии Право и справедливость, но избран не был. В 2012 присоединился к национал-консервативной солидаристской партии Солидарная Польша. Розплоховский энергично продолжает политическую деятельность, выступает за максимальное развитие гражданского самоуправления и прямой демократии. Леволиберальных противников Качиньского характеризовал как «внутренних врагов Польши, пятую колонну неомарксистского Евросоюза».
В 2011—2013 годах вышли в свет мемуары Анджея Розплоховского Postawią ci szubienicę («Поставят вам виселицы» — типичная угроза 1981 года).
Анджей Розплоховский награждён Серебряным крестом за заслуги (от польского правительства в изгнании) и Рыцарским крестом Ордена Возрождения Польши (от президента Бронислава Коморовского, к 29-й годовщине сопротивления на шахте «Вуек»). Вторую награду он возвратил президенту в январе 2012 года в знак протеста против инцидента, случившегося в ходе процесса над группой функционеров ПОРП, ответственных за военное положение. Участники акции протеста против несправедливо мягких, по их мнению, вердиктов, получили штрафы и административные аресты. Анджей Розплоховский посчитал это постыдной ошибкой польской юстиции. Остро полемизировал со многими соратниками 1980-х годов, в том числе с Яном Рулевским.
В 2020 Анджей Розплоховский резко осудил протестное движение против запрета абортов. Он подписал опубликованное 27 ноября 2020 заявление 65 ветеранов «Солидарности» (среди них Анджей Осипув). Особое возмущение авторов вызвали нападки протестующих на католическую церковь и Иоанна Павла II. Они призвали защитить наследие «лучшего сына польского народа — святого Иоанна Павла», национальную и религиозную традицию — основу польской свободы — от врагов церкви и Польши.
Для выступлений Анджея Розплоховского был характерен непримиримый антикоммунизм. Протесты 2020 года он считал инспирированными бывшей номенклатурой ПОРП, её политическими наследниками и европейскими культур-марксистами. Предлагал запретить СДЛС, коллективную ответственность бывших членов ПОРП и функционеров СБ и ЗОМО («от начальника до уборщика») — во имя памяти погибших шахтёров. Рекомендовал использовать опыт антикоммунистического законодательства Второй Речи Посполитой. Союзниками, пособниками и продолжателями коммунистов Розплоховский полагал Фонд Сороса и подобные ему структуры, а также леволиберальные политические круги — «продающие Польшу Европейскому союзу так же, как ПОРП продавала Польшу Советскому Союзу». Будущее Польши видел в восстановлении национально-патриотических и католических традиций, рабочего самоуправления, моральных принципов ранней «Солидарности».

## Болезнь и смерть
В период пандемии COVID-19 Анджей Розплоховский, как и многие другие представители крайне правых сил, отрицал COVID-19 и поддерживал антиваксерство. Он отклонил публичный совет Рулевского о вакцинации, отказывался от лечения при очевидных симптомах. В катовицкую клинику МВД был госпитализирован в ноябре 2021 в тяжёлом состоянии.
Скончался Анджей Розплоховский 20 декабря 2021 в возрасте 71 года. В откликах и некрологах характеризовался как «патриот, твёрдый радикал, стойкий борец за свободу Польши и права трудящихся». Запись в Фейсбуке сделал премьер-министр Польши Матеуш Моравецкий: «отважным человеком, который много сделал для восстановления независимости Польши и без которого трудно представить „Солидарность“». Председатель «Солидарности» Пётр Дуда предложил президенту Польши Анджею Дуде посмертно наградить Розплоховского Большим крестом ордена Возрождения Польши.